# Такке, Борис Александрович
Бори́с Алекса́ндрович Та́кке (1889—1951) — русский советский художник, плакатист, график.

## Биография
Борис Такке родился 25 ноября 1889 года в Москве, в семье купца 2-й гильдии Александра Каспаровича Такке. Детство прошло в имении под Софрино, недалеко от ткацких мануфактур, принадлежавших отцу. Учился в 1-м Московском реальном училище, затем  с 1908 г. в Московском училище живописи, ваяния и зодчества (вначале на архитектурном, потом на живописном отделении), где его педагогами были Л.О. Пастернак, А.Е. Архипов, К.А. Коровин
Ещё в период ученичества, в 1906 году, он заслужил лестные рецензии прессы после появления его картин на 26-й выставке Московского общества любителей художеств. Звездный час молодого мастера, к тому времени ещё студента училища, настал в декабре 1910 года, когда в Москве, на Большой Дмитровке открылась выставка «Бубновый валет». Максимилиан Волошин в большой статье, опубликованной в приложении к журналу «Аполлон», писал: «Надо отдать справедливость устроителям выставки: они сделали все, чтобы привести в неистовство глаз посетителя. В первой же комнате они повесили самые колючие и геометрически-угловатые композиции Такке и Фалька»... Далее Волошин называет Такке «…очарованным Пикассо».
В июне 1911 года Такке посетил Европу. По окончании училища много работал в области книжной графики. Но наступали не самые подходящие времена для «чистого искусства». В 1914 году, вместе со своим другом Владимиром Конашевичем Борис Такке отправляется в Петроград, где художники расписывают частные особняки.
В 1917 году, после Февральской революции, Борис Такке привлекается Петросоветом для оформления первомайских празднеств. Осенью 1917 года художник уезжает в Москву, где участвует в оформлении Зубовской площади, пишет портреты вождей.
В том же году организует с друзьями Первую Творческую коммуну художников. «Коммунары» поселяются вместе в небольшом доме №13 в Мертвом переулке на Пречистенке, где ведут общее хозяйство и совместно борются с голодом и холодом. Художники расписывают агитпоезда «Имени Ленина», «Имени Октябрьской революции», «Красный Кавказ».
В 1920 году Такке делает эскизы для росписи клуба в Кремле, однако эта работа так и не была выполнена. В 1923 году на выставке, приуроченной к пятилетию Красной Армии, художник представляет портрет председателя Реввоенсовета Льва Троцкого.
Также является автором портретов И.В. Сталина, М.И. Калинина, В.М. Молотова, К.Е. Ворошилова. Всеобщее одобрение вызывали его большие полотна «Вперед, коммунисты», «В атаку», вошедшие в экспозицию «20 лет РККА».
Одна из самых известных картин художника — «Катька», на которой изображена молодая женщина с папиросой, зажатой в губах. Считается, что этот образ навеян образом одноименной героини поэмы Александра Блока «Двенадцать». Борис Такке всю жизнь преклонялся перед Блоком.
Борис Такке был прекрасным колористом, автором ярких, сочных и в то же время композиционно продуманных картин, а также изысканным графиком, безупречно владевшим динамикой линии и выразительностью силуэта. 

Катька, 1921

Преподавал в Коммунистическом Университете имени Я.М. Свердлова, работал в Центральном бюро Московского союза художников.
Скончался в Москве в 1951 году. Похоронен на Введенском (Немецком) кладбище в Лефортово, участок №4.

## Наиболее известные работы
- «Катька» (1921)
- «Портрет Л.Троцкого» (1923)
- «Васька» (1928)
- «Вперед, коммунисты» (1934)

## Интересные факты
- В последний приезд Блока в Москву, когда поэт был уже очень болен,  и ни цветы, ни поклонницы, ни успех его не радовали, Александр Александрович, придя в мастерскую к художнику, долго смотрел на картину «Катька», а потом сказал: «Да, это моя Катька».
- Творчество Бориса Такке получило вторую жизнь благодаря кинорежиссеру Марии Муат. Последние пять лет  жизни Бориса Такке Мария Павловна прожила рядом с ним, в его семье, будучи женой приемного сына художника Андрея Муата. Многие годы она хранила архив художника, равно как рассказы и воспоминания о нем друзей и близких. Она проследила судьбу картин, большинство из которых бесследно исчезли в глубине времен, нашла ряд плакатов, этикеток и прочей графики, которой приходилось заниматься Такке. Мария Муат является автором-составителем альбома «Борис Такке. Загубленный талант», посвященного творчеству и судьбе художника.